# چارلز نیدیش
چارلز نیدیش (Charles Neidich) (زاده ۱۹۵۳) سولیست کلارینت، آهنگساز و رهبر ارکستر است.

## زندگی‌نامه
چارلز در نیویورک آمریکا، متولد شد. در سن ۷ سالگی، درس‌هایی از پیانو را از مادر خود یادمی‌گرفت. وی همزمان به آموختن هر دو ساز می‌پرداخت اما رفته رفته کلارینت بر پیانو غلبه یافت و او در سن ۱۷ سالگی این ساز را نزد معلم کلارینت لئون روسینوف همراه با آموزش با نت ادامه داد.
او اولین کسی است که هزینه کامل تحصیل را از اتحادیه Soviet دریافت کرد و وارد هنرستان ملی مسکو شد. چارلز به مدت ۳ سال در هنرستان مسکو نزد استاد کلارینت بوریس دیکو و استاد پیانو کیریل وینوگرادوف تحصیل کرد.

## جوایز
- دریافت مجموعه ای از جوایز به آغاز فعالیت‌های اولیه او کمک کرد: مدال نقره در مسابقات بین‌المللی موسیقی ژنو در سال ۱۹۷۹، جایزه دوم در مسابقات بین‌المللی مونیخ ۱۹۸۲ و یکی از سه جایزه بزرگ در مسابقات بین‌المللی Accanthes ۱۹۸۴ در پاریس. در سال ۱۹۸۵ نیز او برنده اولین مسابقه بزرگ کلارینت در ایالات متحده، مسابقات والتر دبلیو Naumburg شد، که وی را به عنوان یک تک‌نواز برجسته کرد.[۱]
- همچنین وی جایزه ویلیام شومان را از طرف مدرسه جولیارد برای تحقیقات و اجراهای برجسته دریافت کرد.